# Bolbitis auriculata
Bolbitis auriculata là một loài thực vật có mạch trong họ Lomariopsidaceae. Loài này được (Lam.) Alston mô tả khoa học đầu tiên năm 1934.